# Cừu Galway

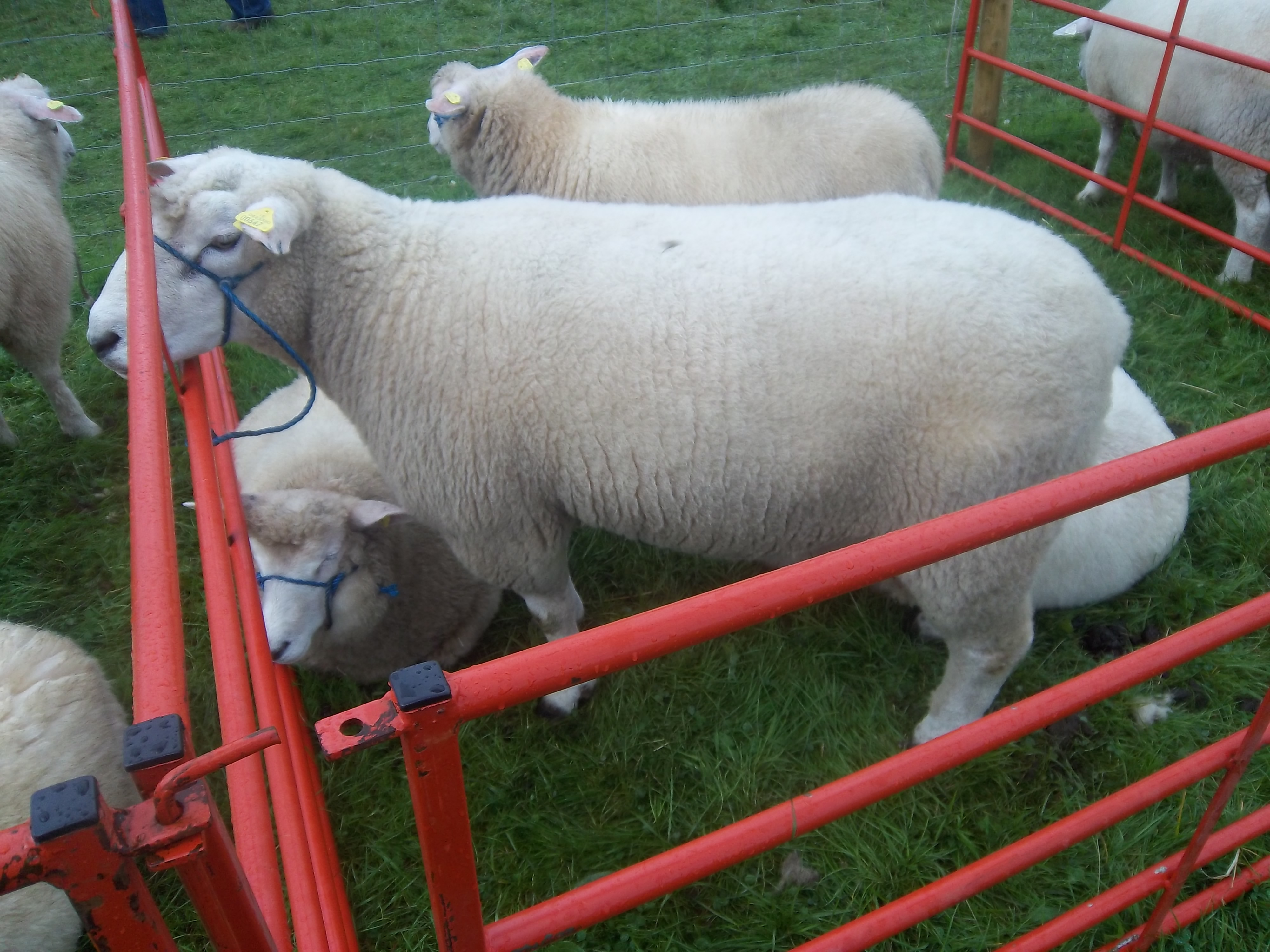
Cừu Galway

Cừu Galway là một giống cừu nội địa có nguồn gốc ở Galway, phía tây Ireland. Chúng là một giống cừu lông trắng mặt lớn, có lông cừu đặc trưng trên đầu và len ở chân. Đôi môi bên ngoài có màu tối và đốm đen trên tai là phổ biến. Quy mô lứa đẻ trung bình là 1,45 ở đàn cừu. Trong khi một tỷ lệ lớn các con cái trong chuồng nuôi có trọng lượng 80–85 kg và có kích thước lứa đẻ là 1,3, thì có nhiều biến thể được tìm thấy. Cừu Galway được nhập khẩu vào Anh cho đến những năm 1900. Gống cừu này chủ yếu được nuôi lấy thịt cừu.

## Lịch sử
Giống Galway được phát triển ở phía Tây Ireland, do việc nhập khẩu cừu lấy len Anh (Longwool) từ cuối thế kỷ 17 trở đi. Từ giữa thế kỷ 18 của Dish Bake Leicester Robert Bakewell, còn được gọi là cừu Leicester mới hoặc cải tiến, được xuất khẩu sang Ireland với số lượng lớn, đặc biệt là vào những khu đất bất động sản của Bakewell, Lord Roscommon, sau đó là Lord Sheffield. Một tuyên bố thường xuyên là cừu Galway là giống bản địa duy nhất của họ và vào năm 1999 đã có ít hơn 1000 thực sự để loại cừu Galway trong 39 đàn giống (một sự gia tăng lớn từ 14 nhà lai tạo vào năm 1990).
Thực tế tất cả các nhà lai tạo đều ở phía tây sông Shannon. Giống được phát triển trong nhiều năm được gọi là cừu Roscommon, và một cuốn sổ phả hệ Flock Book của Roscommon Long-Wool Sheep được lập năm 1895, tồn tại cho đến ít nhất là những năm 1920. Roscommon là một giống cừu lớn, trắng mặt và được phân loại là lông dài (Longwool), không có đặc tính chủ yếu của các giống như cừu Lincoln và cừu Leicester lông dài (Longwool). Nó mang đặc trưng giống như cừu Galway, một sự tương đồng kỳ lạ với các bản in và tranh vẽ của con cừu Bakewell, có lẽ, gần giống với giống cừu Dishley hơn bất kỳ giống cừu nào của Anh bị ảnh hưởng bởi đàn giống của Bakewell.
Vào năm 1923, vào thời điểm mà hiệp hội giống Roscommon trở nên hoạt động mờ nhạt, một nhóm các nhà lai tạo ở Galway đã thành lập Hiệp hội giống cừu Galway ở Athenry, County Galway, và kiểm tra hơn 6.000 con cừu cái và 200 con cừu đực có lẽ là cừu thuộc dòng Roscommon, thừa nhận 10% chúng vào dòng mới. Có thể là lựa chọn cho một loại cừu hơi nhỏ hơn so với dòng Roscommon cũ. Năm 1969, một kế hoạch lưu giữ, vốn chỉ tồn tại trong ngày hôm nay và chủ yếu nhằm mục đích cải thiện sự nghiệp, được bắt đầu với sự giúp đỡ của Bộ Nông nghiệp và An Foras Taluntais (nay là Teagasc). Quy mô lứa đẻ trung bình của đàn từ 2 đến 4 tuổi trong đàn gia cầm Ailen năm 1999 là 1,62, những đàn tốt nhất đã đạt 2.0
Sau đại diện cho Bộ Nông nghiệp của Quỹ Bảo tồn Tài nguyên Di truyền Ailen, Galway phả hệ hiện được bao gồm trong các điều khoản của Đề án Bảo vệ Môi trường Nông thôn và các nhà lai tạo ở Ireland nhận được khoản trợ cấp bổ sung. Chỉ có vài trăm con cừu Galway ở Anh. Một tuyên bố thường xuyên là Galway là giống bản địa duy nhất của chúng tôi nhưng có nhiều loại khác trước nạn đói và nhiều người nghĩ rằng cừu núi nên được công nhận. Vào năm 1999, có ít hơn 1000 loài thực sự để chăn nuôi cừu Galway trong 39 đàn gia súc (một sự gia tăng lớn từ 14 nhà lai tạo vào năm 1990). Thực tế tất cả các nhà lai tạo đều ở phía tây sông Shannon.
Nó đã được ghi chép rằng trong thời gian 1776-1779 giống cừu Anh không được ưu ái lớn bởi người Ireland và một số trong những con cừu đã thực sự bị giết chết (vì lý do chính trị). Ở một giai đoạn giống Roscommon đã tồn tại (một Galway lớn) và sau đó Galway được nhắc đến như một chủng của Roscommon. Roscommon có cả lời khen ngợi rất cao và những lời chỉ trích nặng nề tùy thuộc vào thời điểm cụ thể và nhà phê bình. Chắc chắn, Roscommon sẽ không thích hợp cho các thị trường ngày nay. Vào năm 1969/70, Bộ Nông nghiệp, với sự giúp đỡ của Viện Nông nghiệp sau đó, đã khởi xướng một Chương trình Chăn nuôi cừu Galway mới. Đề án này bây giờ đã bị lãng quên từ lâu vì các con cháu không ở đó để cải thiện giống nòi. 